# Следствие и суд над Пугачёвым и его сообщниками
Следствие и суд над Емельяном Пугачёвым и его сообщниками потребовали особого внимания императрицы Екатерины II и её правительства. Перед следствием стояла задача не только выяснения обстоятельств биографии Пугачёва и его сторонников, происхождения заговора и его причин, но и определения мер для предотвращения подобных мятежей в будущем. К следствию были привлечены как постоянно действующие государственные органы: Тайная экспедиция Сената, Генерал-аудиторская экспедиция Военной коллегии, губернские и гарнизонные канцелярии и суды, так и специально организованные судебно-следственные Секретные комиссии в Казани, Оренбурге, Яицком городке. Первые допросы Пугачёва после пленения в сентябре 1774 года были проведены в Яицком городке, затем в октябре — в Симбирске. С ноября 1774 года генеральное следствие над Пугачёвым и его главными сообщниками проводилось в Москве при деятельном участии Екатерины II, контролировавшей и управлявшей его ходом. Манифестом от 19 декабря 1774 года императрица известила об окончании следствия и об учреждении суда. Проведение судебного процесса было возложено на Сенат с привлечением высших сановников империи и президентов всех коллегий. Судебные заседания были проведены в Московском Кремле 30—31 декабря 1774 года и 9 января 1775 года и завершились вынесением приговора — «сентенции» от 10 января 1775 года, по которой к смертной казни через четвертование были приговорены Пугачёв, Перфильев и Зарубин. Шигаев, Подуров и Торнов были приговорены к повешению. Другие участники восстания — к телесным наказаниям и к каторге или ссылке в зависимости от тяжести признанной за ними вины.

## Деятельность Секретных следственных комиссий
Первую «секретную комиссию» для проведения следствия над участниками восстания Екатерина II предписала учредить в Казани генерал-аншефу А. И. Бибикову, одновременно с назначением его командующим войсками против Пугачёва в ноябре 1773 года. В её состав были включены офицеры гвардии А. М. Лунин, С. И. Маврин, В. И. Собакин и секретарь Тайной экспедиции Сената И. Зряхов. Большинство среди задержанных правительственными органами в ноябре — декабре 1773 года составляли распространители указов и посланий Пугачёва либо просто схваченные за досужие сплетни крестьяне и обыватели. 30 ноября 1773 года Бибиков составил наставление капитану гвардии Лунину: «Употребя всё ваше искусство, усердие и верность, чтоб доискаться допряма не токмо с какого подвига сии разгласители таковые зловредные и непозволенные разглашения производили: от самого ли самозванца Пугачёва и его сообщников они направлены куда и с каким намерением. И не можно ли чрез них отыскать прямое начало сего смятения и замешательства…». Императрицу особо интересовали истоки возможного заговора, в частности, не был ли он инспирирован иностранными государствами. Бибиков в наставлении советовал назначенным следователям проявить всю возможную изощрённость для работы в этом направлении: «Нужна будет вся ваша способность и искусство, чтоб кстати и у места употребить тихость и умеренность, или самую строгость и устрашение, дабы узнать представленного пред вас свойство…; и коварных, тож и отчаянных и упорных привести на стезю откровенности…». При этом весь ход следствия предписывалось хранить в условиях строжайшей секретности.
Учреждённая секретная комиссия подчинялась через Бибикова напрямую императрице, минуя все прочие ступени властных органов, указы и распоряжения комиссии подлежали неукоснительному соблюдению всеми учреждениями и должностными лицами, включая губернаторов. 9 декабря 1773 года вновь назначенные следователи прибыли в Казань и приступили к допросам. Казанский губернатор Брандт выделил секретной комиссии здание духовной семинарии. Комиссии была придана воинская команда для охраны и конвоирования заключённых. В состав комиссии включили также духовных лиц и переводчиков с татарского языка. Помимо допросов распространителей слухов и посланий из лагеря пугачёвцев, следователи занялись изучением обстоятельств побега Пугачёва из Казанского острога в мае 1773 года. Были заново пристрастно допрошены все, кто имел дело к следствию и охране самозванца. Большую часть крестьян и городских обывателей следователям пришлось отпустить; слухи множились с каждым днём, и задержать всех, кто передавал их, было невозможно. Однако в январе 1774 года секретная комиссия вынесла первые смертные приговоры части захваченных повстанцев, в частности тем, кто бежал к Пугачёву с военной службы.
В январе 1774 года, после первых военных успехов экспедиции Бибикова, количество пленных стало заметно расти. В связи с затруднениями при этапировании заключённых в Казань, в Самару был отправлен вновь назначенный следователь подпоручик гвардии Г. Р. Державин для проведения следствия на месте. Из-за увеличившегося количества следственных документов следователи не успевали направлять Екатерине все протоколы допросов, как это было заведено в начале работы комиссии. Было принято решение готовить для императрицы лишь экстракты из дел и приговоров. На следственную комиссию была также возложена обязанность распространения манифестов и указов императрицы, увещеваний Священного Синода. После разгрома восставших под Оренбургом и в Яицком городке подпоручику Державину было поручено взять под особый контроль поселения раскольников на Волге, Иргизе и Узенях, где могли укрыться участники восстания. В Казань были привезены первая семья Пугачёва — Софья Пугачёва с тремя детьми, а также игумен Филарет из Мечетной слободы, как возможный его вдохновитель.
В зимнее время и в начале весны пешие этапы пленных повстанцев, многие из которых были ранены, приводили к тому, что число погибших в ходе переходов в десятки раз превышало количество приговорённых к казни. С наступлением периода разлива рек всякие передвижения этапов были полностью прекращены. Принявший командование правительственными войсками после смерти Бибикова генерал Щербатов сообщал, что в переполненных тюремных помещениях Оренбурга содержится более 4 тысяч заключённых и в городе недостаточно продовольствия, чтобы обеспечить их минимальным питанием. 26 апреля 1774 года Екатерина учредила две секретные комиссии — в Казани и Оренбурге, пополнив прежний состав следователей и передав их из-под власти военного командования под контроль генерал-губернаторов Брандта и Рейнсдорпа. Главное внимание было предписано уделить допросам в Оренбурге пленённых ближайших сообщников Пугачёва — Шигаева, Падурова, Каргина, Толкачёва, Хлопуши, Чики-Зарубина. В Оренбург с этой целью отправились Лунин, Маврин и Зряхин.
Пленные повстанцы в Оренбурге, помимо тюремного острога, содержались в Гостином, Меновом и Аманатном дворах, в приспособленных амбарах и даже трактирах. Недостаток медицинской помощи и питания привёл к тому, что к моменту приезда следователей в живых оставалось 2337 заключённых, больше половины из которых были ранены или больны. В мае умерло ещё около 500 пленных, в частности, один из членов Военной коллегии пугачёвцев Витошнов. Проблемы с содержанием большого количества пленных привели к тому, что командиры правительственных отрядов предпочитали пленных не брать вовсе. Так, по донесению генерала Деколонга, после боя 21 мая 1774 года в плен были взяты лишь 70 мятежников, в то время, как среди убитых в бою названы 4 тысячи пугачёвцев. Следователи поспешили с допросами, в Оренбург из Яицкого городка по их приказу была доставлена вторая жена самозванца Устинья Кузнецова. Екатерина II повелела особые усилия приложить к розыску источников так называемых «немецких» указов Пугачёва. В их авторстве сознался подпоручик Михаил Шванвич, после пленения согласившийся служить Пугачёву и бывший одним из секретарей Военной коллегии. После его допросов в послании императрице от 21 мая следователи сообщили, что иностранного участия в восстании они не обнаружили.
В докладе Оренбургской следственной комиссии императрице от 21 мая 1774 года следователи сделали выводы, что Пугачёв «не имеет, кажется, постороннего, а паче чужестранного руководствования и споспешествования, но споспешествовали ему в злодейских его произведениях, во-первых — яицкие казаки, а во-вторых, народное здешнего края невежество, простота и легковерие, при помощи вымышленного обольщения их расколом, вольностию, льготою и всякими выгодами… Что касается до заводских крестьян, то они были всех протчих к самозванцу усерднее, потому что и им от него также вольность обещана, тож и уничтожение всех заводов, кои они ненавидят…». Помимо общего доклада, следователь Маврин отправил своё личное послание императрице, в котором также заявил об отсутствии следов какого-либо вмешательства в ход восстания извне или со стороны заговорщиков из дворян. Доклад комиссии и записка Маврина были приняты Екатериной II во внимание, но она повелела не отклоняться от изначального указания в розыске истинных зачинщиков бунта, включая возможное участие иностранных государств.
В июне Екатерина вновь поменяла порядок работы секретных комиссий и передала их в подчинение генерал-майора Павла Сергеевича Потёмкина. Огромное количество взятых в плен участников восстания вызвало трудности в работе комиссии в плане установления наказаний. Очевидная разная степень вины, а в некоторых случаях и её отсутствие, потребовало выработки единых правил, которые были сформулированы в июле в Тайной экспедиции Сената в Петербурге и направлены в секретные комиссии на местах. Всех преступников, согласно генеральным правилам, следовало распределять по семи градусам вины. Так, к самой тяжкой первой категории должны были быть отнесены добровольные участники восстания, руководившие отрядами мятежников и лично участвовавшие в убийствах, к легчайшей 5-й степени вины — участвовавшие в разглашении слухов и пересказывавшие воззвания самозванца, отдельные 6-я и 7-я категории предназначались, соответственно, для солдат и офицеров правительственных войск, присягнувших самозванцу.
Так как назначенные императрицей следователи не могли справиться с допросами тысяч взятых в плен повстанцев, к следствию привлекали местных чиновников, для которых Павел Потёмкин разработал стандартный список из семи вопросов, включавших выяснение личных мотивов арестанта и обстоятельств присоединения к отрядам восставших, о планах мятежников, а также подробностей о личности и действиях до и во время восстания Емельяна Пугачёва, если арестанту что-либо об этом известно. Интерес Потёмкина к Пугачёву не ограничивался только следствием. Несмотря на неудачный опыт оренбургского генерал-губернатора Рейнсдорпа, отправившего с тайным заданием в лагерь пугачёвцев каторжника Хлопушу, Павел Потёмкин распорядился направить к Пугачёву лазутчиков и диверсантов из числа каторжников, верных правительству башкир, среди них — крещённого перса Мосея Дмитриева с заданием убить самого Пугачёва.
В августе 1774 года, в дополнение к Казанской и Оренбургской, была организована Яицкая секретная комиссия во главе с Мавриным, проделавшим огромный объём работы по расследованию начальных этапов восстания, начиная с событий 1772 года. Он же провёл первые допросы Пугачёва в Яицком городке после его пленения. Всего через допросы всех секретных комиссий прошло 12 438 человек. В то время, как уже приобретшие опыт следствия гвардейские офицеры Лунин и Маврин были откомандированы в Оренбург и Яицкий городок, делами следственной комиссии в Казани взялся руководить лично Павел Потёмкин. В своих посланиях в Оренбург Потёмкин упрекал Маврина и Лунина в чрезмерной мягкости их действий: «Когда страждает целое Отечество, должно правосудие забывать иногда и жалость, нужную в другое время». Возможно, что на действиях Потёмкина отразился пережитый им страх во время взятия Казани Пугачёвым (Потёмкин вместе с другими казанскими губернскими и военными начальниками находился в Казанском кремле, взять который восставшим не удалось). Разница в подходах заметна по количеству вынесенных смертных приговоров: в Оренбурге были казнены 4 человека (Толкачёв, Хлопуша, Каргин, Волков), в то время, как в Казани — 38 человек (среди них — Белобородов и Губанов). Казанский архимандрит Платон Любарский писал своему знакомому Н. Н. Бантыш-Каменскому: «Сколько преступлений совершает Секретная комиссия и днём и ночью, об этом ни говорить, ни писать нельзя». В ходе пыток один из атаманов восставших неожиданно оговорил казанского архимандрита Вениамина. Ничуть не усомнившись в показаниях, выбитых под пытками, Потёмкин с огромным рвением кинулся развивать версию участия в заговоре Вениамина, поспешив доложить о ней императрице. Подключённые к делу следователи из Петербурга полностью разбили все выводы руководителя Следственной комиссии, Екатерине пришлось в личном послании извиняться перед Вениамином, в качестве компенсации получившего сан митрополита.
Однако намного больше повстанцев было казнено без участия секретных комиссий по приказам военных руководителей, творивших суд и расправу по собственному усмотрению, ещё больше пленённых повстанцев погибло при этапировании и в заключении из-за недостатка в лечении и питании. Так, ещё в январе 1774 года генерал Панин докладывал Екатерине II, что по его приказу были повешены 326 захваченных в плен мятежников, а среди 1607 человек, наказанных кнутом, 399 пленных были также подвергнуты «урезанию ушей». В феврале 1774 года, после того, как Челябинская крепость была отбита у пугачёвцев, было повешено сразу 180 захваченных в плен. После победы в августе 1774 года над восставшими у Солениковой ватаги Панин приказал по жребию казнить каждого десятого из захваченных в плен.
Даже после того, как главная армия восставших была разбита, а сам Пугачёв был пленён, вызванная им волна крестьянского бунта в Поволжье не утихала. 25 августа 1774 года Панин был вынужден издать приказ о том, что «заводчики» бунта, причастные к убийствам помещиков, священников и чиновников, должны быть казнены на месте, а если не удастся поймать главарей либо они не будут выданы, то по жребию должен быть казнён каждый третий, «а остальных всех возрастных пересечь жестоко плетьми». Если же крестьяне деревни и впредь будут называть Пугачёва Петром III, оказывать сопротивление воинским командам, то «все в таковых селеньях без изъятия возрастные мужики будут казнены мучительнейшими смертями…». Всего, по примерным подсчётам историка Овчинникова: «Если принять во внимание, что Панин был полновластным сатрапом в поволжских губерниях ещё в течение семи месяцев…, то число репрессированных по его приговорам достигает, вероятно, двух десятков тысяч человек». Для усиления устрашающего эффекта помимо виселиц был использован весь арсенал средневековых мучительных казней — колёса, глаголи для повешения за ребро, трупы казнённых оставлялись на месте казни на месяцы. Виселицы с повешенными участниками восстания устанавливали на плотах и пускали вниз по течению рек. Прочих секли, но для многих это равнялось той же казни, вошедшие в раж воинские начальники назначали по 5—10 тысяч шпицрутенов, и многие захваченные в плен повстанцы умирали в ходе экзекуции. В январе 1775 года саратовский воевода в рапорте астраханскому губернатору Кречетникову просил о разрешении захоронить останки казнённых бунтовщиков: «…злодеи ж, повешаны на виселицах, а протчие положены на колёсы, руки и ноги их воткнуты на колья, кои и стоят почти всю зиму… В случае на город ветров, будет вредный дух, чем время далее, то оное умножатца будет более…».

## Следствие над Пугачёвым в Яицком городке и Симбирске

### Допросы Пугачёва в Яицком городке
Пугачёв, пленённый собственными полковниками через 11 дней после поражения в бою у Солениковой ватаги, был доставлен в Яицкий городок в ночь на 15 (26) сентября 1774 года. Его поместили в камеру в здании войсковой канцелярии, охрану осуществляли два часовых в камере и два часовых снаружи здания. Не дожидаясь утра, капитан-поручик Маврин приступил к первому допросу предводителя восстания. Пугачёв сохранял хладнокровие и откровенно отвечал на все поставленные вопросы, чем сильно удивил Маврина: «Описать того невозможно, сколь злодей бодрого духа!» По словам Пугачёва, он был столь удивлён, как быстро из горстки бунтовщиков его отряд превратился в огромную армию, что поневоле задумался о высшей помощи: «Был сперва щастлив, а особливо при начале… Было только согласников у него сто человек, а не схватили. Потому и уповает, что сие — попущение Божеское к нещастию России… Других видов не имел, как то, естли пойдёт на Петербург, там умереть славно, имея всегда в мыслях, что царём быть не мог, а когда не удастся того сделать — то умереть на сражении: „Вить всё-де я смерть заслужил, так похвальнее быть со славою убиту!“»
Маврин составил рапорты о доставке Пугачёва руководителю следственных комиссий П. С. Потёмкину и генералу П. М. Голицыну. В рапортах он просил о присылке дополнительных воинских команд, так как правительственный гарнизон Яицкого городка был невелик, а среди яицких казаков оставалось немало сочувствующих самозванцу. С утра 15 и 16 сентября Маврин распорядился выводить Пугачёва на площадь перед войсковой канцелярией и объявлять о его подлинном имени и его преступлениях. Желавшие смягчить свою участь, казаки, ещё недавно державшие в осаде правительственный гарнизон, кричали, что самозванец «околдовал их и принудил пить человеческую кровь». Пугачёв в ответ упрекал яицких казаков, что во многом следовал их воле и что вина их не меньше. По словам Маврина, смущённые и обозлённые указанием своей вины яицкие казаки переходили на брань и так распалялись, что вынуждали Маврина досрочно увести Пугачёва с площади. Прибывший 16 сентября в Яицкий городок генерал-поручик Суворов одобрил эти действия следователя.
16 сентября Маврин приступил к планомерному допросу Пугачёва, начиная с обстоятельств его жизни на Дону. Очевидно, что Маврин не прибегал в ходе допроса к угрозам или пыткам. Пугачёв сохранял бодрое состояние духа и охотно рассказывал обо всех деталях своей биографии. Маврину приходилось лишь уточнять даты тех или иных событий, но Пугачёву это удавалось с трудом. Лишь привязка к церковным праздникам позволяла более или менее точно определять события на календаре. Зато имена и прозвища людей, с которыми судьба сводила его в годы скитаний и во время восстания, Пугачёв помнил отлично. В ходе допроса участвовали помимо Маврина капитан Крылов, взятый следователем себе в помощники, и два канцеляриста, которым было поручено ведение протокола, — приехавший с Мавриным сотрудник Тайной канцелярии Пинчуков и сержант правительственного гарнизона Кучин. В архивах сохранились и черновик протокола допроса, и переписанный набело официальный вариант, а также две копии с него, изготовленные для Екатерины II и для московского генерал-губернатора Волконского.
Наиболее подробно в протоколе допроса Пугачёва были отражены сведения о его скитаниях после бегства со службы. Маврин следовал предписаниям императрицы выяснить источники бунта, а потому настойчиво уточнял у Пугачёва все детали его перемещений на Дону и Тереке, странствий по маршрутам беглых раскольников, обстоятельства появления на Иргизе и побега из Казанской тюрьмы. Так же обстоятельно были изложены события начального этапа восстания, вплоть до разгрома восставших экспедицией Бибикова. Прибывший в Яицкий городок Суворов начал настоятельно требовать выдать ему Пугачёва для конвоирования в Симбирск. В результате все дальнейшие события восстания были изложены лишь схематично. Маврин был чрезвычайно расстроен тем, что Суворов не дал ему завершить обстоятельный допрос Пугачёва, о чём он пожаловался П. С. Потёмкину в письме от 18 сентября. Особую историческую ценность допросы Пугачёва в Яицком городке получили благодаря тому, что были проведены без применения угроз и пыток. Многие эпизоды из биографии Пугачёва и событий восстания не были упомянуты — возможно, потому что Пугачёв ещё пытался скрыть часть фактов, опасных для него, но скорее всего — причина была в недостатке времени.

### Конвоирование самозванца в Симбирск
Утром 18 сентября Суворов выступил из Яицкого городка во главе конвоя, состоявшего из 100 солдат 2-го гренадёрского полка, а также отрядов донских казаков под командованием полковника А. Иловайского и яицких казаков войскового старшины М. Бородина. Непосредственная охрана Пугачёва, а также его первой жены Софьи и сына Трофима, возлагалась на Бородина, затем, после его присоединения к отряду, — на премьер-майора графа К. Меллина. Первый привал по пути к Симбирску был сделан у Талового Умёта, где год назад казаки и Пугачёв начали строить планы восстания. После присоединения команды Меллина отряд Суворова достиг численности 1000 человек, при нём было две артиллерийских батареи с 8 орудиями. Предосторожности не были излишними, путь отряда лежал через местность, где активно действовали казахские отряды, после одного из столкновений с таким отрядом Суворов доложил, что «одного ближнего при мне убили и адъютанта ранили». Сам Пугачёв был посажен в клетку, установленную на двухколёсную арбу, причём клетка была изготовлена столь тесная, что Пугачёв не мог в ней развернуться в полный рост. Через два дня Пугачёв стал возмущаться и так метаться в клетке, что Суворов распорядился пересадить его в открытую телегу вместе с его сыном. При этом с Пугачёва в ходе всего пути не снимали ручных и ножных кандалов, которые были крепко привязаны к телеге. 25 сентября конвой переправился через Волгу у Сызрани.
Полковник Антинг, личный секретарь Суворова, записал со слов военачальника следующую картину событий: Суворов принял командование конвоем в Яицком городке, с тех пор не отлучался от конвоируемого им Пугачёва и его 12-летнего сына ни на час. Для перевозки пленников были специально сбиты две телеги с деревянными клетками. Отряд под командованием Суворова был численностью 200 донских и яицких казаков при двух пушках. Суворовым был избран кратчайший маршрут следования, обоз отряда был небольшим, поскольку в пути делались остановки на заранее тайно приготовленных пунктах довольствия. Маршрут имел следующие промежуточные пункты стоянки Уральск — Мосты — Коспорье — Симбирск. В Мостах во время ночной стоянки произошёл пожар, в результате чего сгорели несколько изб и конвойные телеги, взамен которых пришлось взять у крестьян две другие. Часть пути от Мостов до Коспорья Пугачёв и его сын были привязаны к телегам, другую часть отвязаны (на этом отрезке пути с Пугачёвым подрался старшина Мартемьянов из числа конвоирующих казаков). В Симбирске Суворов передал пленников Панину.
Одновременно с конвоированием Пугачёва развернулась политическая борьба между руководителем следствия П. С. Потёмкиным и командующим войсками против мятежников генерал-аншефом П. Н. Паниным за то, куда должен быть доставлен самозванец и кто должен руководить его допросами. Потёмкин считал, что следствие поручено ему и Пугачёв должен быть этапирован в Казань, о чём он отправил приказ Маврину в Яицкий городок. Однако приказ опоздал, Суворов конвоировал руководителя мятежа в распоряжение своего вышестоящего командира. К тому же при штабе Панина находился капитан гвардии А. П. Галахов, имевший приказ Екатерины II доставить Пугачёва в Москву, в распоряжение московского генерал-губернатора М. Н. Волконского.

### Допросы Пугачёва в Симбирске
Тем временем конвой Суворова после переправы через Волгу 26 сентября был встречен Венгерским гусарским полком во главе с полковником И. Древицем, высланным Паниным для усиления отряда. Древиц предложил Суворову сократить путь к Симбирску, но Суворов предпочёл держаться основных трактов через Пензу и Саранск. Ранним утром 1 октября Пугачёв был доставлен в Симбирск, о чём Панин оповестил императрицу. Накануне сюда же прибыли П. С. Потёмкин и И. И. Михельсон. По прибытии Пугачёва Панин распорядился собрать жителей города на центральную площадь, где им представили закованного в кандалы самозванца. В письме брату Панин признался, что Пугачёв «отведал от распалённой на его злодеяния моей крови несколько пощёчин, а борода, которой он Российское государство жаловал, — довольного дранья». Как писал в «Истории Пугачёва» А. С. Пушкин со слов очевидцев, в такое бешенство Панина привёл дерзкий ответ Пугачёва, сказавшего генералу, назвавшему его вором: «Я не ворон (возразил Пугачёв, играя словами и изъясняясь, по своему обыкновению, иносказательно), я воронёнок, а ворон-то ещё летает…». О дерзком ответе самозванца писал и первый историограф восстания П. И. Рычков. В донесении императрице Панин воздержался сообщить, что избил скованного пленника в кровь.
В тот же день Панин распорядился отыскать в Симбирске художника, который мог бы написать портрет Пугачёва для Екатерины II. Имя художника не сохранилось, но, анализируя его художественные приёмы, историки считают, что его нашли в симбирских иконописных мастерских. Пугачёв был изображён прикованным к стене в подготовленной для него камере, в нагольном тулупе с меховой оторочкой. Смуглое лицо его худощаво, взгляд вполне бодр. Портрет был признан весьма точно отобразившим внешность предводителя восстания. Впоследствии оставшийся безвестным иконописец изготовил по приказу Панина ещё несколько портретов для него лично, для руководителя следствия Потёмкина, для сибирского генерал-губернатора Чичерина. Не остались в стороне и подчинённые генерала Панина, заказавшие копии и для себя. Позднее, когда Пугачёв уже будет отправлен в Москву и туда же отправится и Панин, иконописец изготовит ещё несколько десятков копий портрета пленённого самозванца. Серия этих симбирских портретов Пугачёва остаётся главным художественным свидетельством его облика, несколько подлинных симбирских копий сохранились в музеях Москвы, Ростова, Таллина. На них опирались в своих картинах и иллюстрациях художники многих последующих поколений.
Охраной Пугачёва в Симбирске командовал капитан гвардии Галахов. В камере Пугачёва всегда находились часовой и два офицера, главной обязанностью которых было предотвратить попытку самоубийства пленника. По воспоминаниям Рычкова, даже в камере с Пугачёва не снимали кандалы, а вокруг поясницы его находился металлический обруч с цепью, конец которой был прикреплён к стене. Дважды в день Галахов был обязан рапортовать Панину о состоянии Пугачёва. Кроме того, Панин не возражал против посещения самозванца всеми заинтересованными дворянами и офицерами. Воспоминания о разговорах с Пугачёвым сохранились в мемуарах Рычкова, Державина, Рунича, Повало-Швейковского и других. В частности, в воспоминаниях Державина мы можем видеть, что, несмотря на некоторую сломленность духа Пугачёва, дерзость его временами выплёскивалась наружу. Так, в ответ на расспросы Панина о его здоровье, Пугачёв отвечал: «Ночей не сплю, всё плачу, батюшка, ваше графское сиятельство». По воспоминаниям Рунича, при визите генерала князя П. Голицына Пугачёв воскликнул: «Ваша светлость — славный генерал! Это вы первый сломали мне рога у Татищевой». Однако при виде Михельсона самозванец отвернулся к стене, демонстрируя, что не хочет говорить с ним, а когда Михельсон направился на выход, Пугачёв глухим голосом произнёс ему в спину: «Попросить бы мне у него шубу, много их ему досталось», намекая на то, что его офицеры изрядно поживились за счёт мятежников, после множества поражений на Волге.
Екатерина II не предполагала, что в Симбирске будут проводиться какие-либо следственные мероприятия, в это время шла подготовка к генеральному следствию в Москве, о чём Екатерина и проинформировала Панина. Но с учётом удалённости Симбирска доставка даже самой срочной почты занимала недели, и Панин получил требование отправить Пугачёва в распоряжение московского генерал-губернатора Волконского лишь в середине октября, когда пензенские допросы самозванца уже были завершены. Сам Панин участия в допросах практически не принимал, передав все полномочия П. С. Потёмкину. Кроме Потёмкина в допросах приняли участие гражданские члены штаба Панина коллежский советник М. И. Верёвкин и надворный советник Т. И. Чонжин, а также офицеры, охранявшие Пугачёва. Потёмкин предварительно внимательно изучил протоколы допросов Пугачёва, произведённые до восстания в Казани, а также протоколы допросов сразу после пленения, присланные из Яицкого городка Мавриным. По результатам изучения этих бумаг руководитель следствия составил план расследования, включавший шесть основных вопросов, а также двенадцать дополнительных. Из Казани потребовали доставить одного из главных сообщников Пугачёва — Чику Зарубина.
С первых дней допросов Потёмкин угрожал Пугачёву пытками, заявив ему, что имеет на это полномочия от императрицы. В итоге пытки к Пугачёву не применялись, но согласно протоколу допроса «учинено было малое наказание». В чём оно заключалось, известно со слов П. С. Рунича, а также самого Пугачёва — на позднейших московских допросах он сознался, что оговорил многих людей, так как в Симбирске «стали его стегать» плетьми. Стремясь избежать дальнейших истязаний и возможных пыток, Пугачёв решил пойти на вымышленные показания на тех людей, чьи имена он помнил. Потёмкин, воодушевлённый идеей заговора, исходящей от старообрядцев, невольно направлял измышления Пугачёва, стремившегося угодить следствию и развивавшего показания в том направлении, которое встречало большее одобрение следователя. Среди тех, кого оклеветал Пугачёв, были старообрядческий игумен Филарет из Введенского скита вблизи Мечетной слободы, купцы Кожевников и Крылов из Добрянского форпоста на польской границе, а также солдат Логачёв и крестьянин Осип Коровка, со всеми этими людьми Пугачёв встретился в ходе своих скитаний в первой половине 1772 года.

## Генеральное следствие в Москве

### Подготовка к следствию и доставка Пугачёва в Москву
В рескрипте Екатерины II московскому генерал-губернатору М. Н. Волконскому от 27 сентября 1774 года предписывалось доставить Пугачёва и всех его главных сообщников в Москву и возглавить генеральное следствие над главными предводителями восстания. Императрица сообщала, что в помощь в Москву прибудет П. С. Потёмкин, а также обер-секретарь Тайной экспедиции Сената С. И. Шешковский, чей опыт поможет «вывести плутни от корени, дабы не осталось ни в чём сумнения». 5 октября Волконский доложил императрице, что для содержания мятежников определено здание Монетного двора, в котором разместится и сама следственная комиссия. На срочный ремонт изрядно обветшавшего здания было выделено 3 тысячи рублей. Кроме того, Волконский написал о разработанном порядке церемонии доставки Пугачёва по улицам города в подготовленную камеру − как Пётр I провёз после взятия Азова изменника Якоба Янсена. В ответ Екатерина категорически возражала против какого-либо церемониала при доставке мятежников, требуя провести всё «без всякой афектации и не показывая дальное уважение к сему злодею и изменнику». Обеспечить конвоирование Пугачёва в Москву должен был командующий войсками против мятежников граф П. И. Панин. По его распоряжению, в каждом селе при почтовых станциях на пути от Симбирска до Мурома была размещена рота солдат с пушками. То же самое он предложил сделать и в зоне ответственности московского губернатора на пути от Мурома до Москвы.
26 октября конвой под командованием гвардии капитана А. П. Галахова принял под свою охрану Емельяна Пугачёва, его первую супругу Софью и сына Трофима и начал движение в сторону Москвы. В состав конвоя входили 40 солдат 2-го гренадёрского полка при девяти офицерах, в их числе П. Рунич, Н. Повало-Швейковский, а также 40 яицких казаков, остававшихся верными императрице в ходе восстания, под командованием войскового старшины Мартемьяна Бородина. На первой половине маршрута конвою придали дополнительно две роты Великолуцкого пехотного полка с двумя пушками. В связи с наступившими холодами Пугачёва поместили в закрытой «зимней кибитке», конвой передвигался лишь в светлое время дня. Несмотря на строгий запрет всяких разговоров с самозванцем, офицеры конвоя не считали его распространяющимся на них. Рунич и Повало-Швейковский оставили в мемуарах подробные записи бесед с Пугачёвым в ходе конвоирования. Путь до Москвы занял десять дней.
Полученное Волконским донесение Галахова о скором прибытии конвоя в Москву не осталось в тайне. 4 ноября с раннего утра улицы Москвы были заполнены горожанами, здание Монетного двора было окружено каретами, но зрители были разочарованы — никто не смог разглядеть самозванца в крытом возке. Волконский прибыл к Монетному двору, где ему представили Пугачёва, который при виде генерал-губернатора пал на колени и бойко начал каяться в своей вине. В донесении императрице Волконский писал про Пугачёва: «Он человек, нельзя никак сказать, чтоб был великого духа, а тем меньше — разума…». Про Софью и сына Пугачёва Волконский написал, что жена самозванца «человек самый подлой, и, видно, тихой», а мальчишка «также ничего лутче матери не обещает». Охрану Монетного двора было поручено осуществлять всё той же команде Галахова, что конвоировала Пугачёва от Симбирска.
К моменту проведения следствия в Москве Екатерина II уже получила ответы на многие из волновавших её вопросов по поводу возможного участия иностранных держав либо кого-то из представителей российской знати в подстрекательстве или прямой поддержке восстания. Она настаивала на продолжении допросов в этом направлении, но также указала на новые ключевые моменты для скорейшего выяснения. Необходимо было выяснить происхождение знамени одного из голштинских полков Петра III, обнаруженного у восставших. Екатерину также интересовал вопрос личности мальчика или мальчиков, бывших при Пугачёве, которых называли «кандидатами» в великие князья. Императрица проинструктировала Волконского начать допрос Пугачёва с самого момента его рождения, при этом воздержаться «от всякого рода пристрастных распросов, всегда затемняющих истину».

### Основной «исторический допрос» Пугачёва
Выполняя поручение Екатерины, Волконский и Шешковский провели подробный «исторический допрос» Пугачёва в течение десяти дней, с 4 по 13 ноября. Несмотря на то, что у следователей в Москве было намного больше времени и протокол этого допроса содержит гораздо больше фактов биографии Пугачёва, протокол его первого допроса в Яицком городке по многим эпизодам оказался подробнее, как, например, о деталях его побега из казанского острога; о действиях восставших в Яицком городке в период первого приступа и в период осады городовой крепости; о судьбе Татьяны Харловой и её брата Николая; о штурме Магнитной крепости. Пугачёв также придерживался в ходе первоначального московского допроса многих своих измышлений и оговоров, данных изначально под пытками в Симбирске. Кроме того, Пугачёв в ходе всех трёх своих допросов в Яицком городке, Симбирске и Москве утаил подлинные детали своего пребывания в Терском казачьем войске. Неумышленные ошибки и неточности касались описания событий, в которых Пугачёв не принимал личного участия, а рассказывал со слов своих сообщников. Естественными были также ошибки в хронологическом порядке тех или иных событий. По завершении десятидневного допроса были составлены два комплекта протокола, один, написанный Шешковским, остался в распоряжении следователей. Второй, переписанный набело, был двумя частями — 8 и 13 ноября — отправлен Екатерине II.
Для уточнения вопросов, связанных с голштинским знаменем, были разысканы мастер Фохт, по чьим рисункам были изготовлены изначально шесть знамён, а также генералы Форстер и Мерлин, занимавшиеся голштинскими делами в 1762 году. Знамя было ими опознано, оно принадлежало полку барона Дельвига и должно было после расформирования быть сдано в Московский комиссариат. Однако именно это знамя по каким-то причинам оказалось у генерала Томаса Дица, служившего в Военной коллегии при Петре III. К Пугачёву знамя попало в бою у реки Пролейки, оно хранилось в личных вещах сына генерала, командира 1-й лёгкой полевой команды премьер-майора Августа Дица. По поводу мальчика в ставке Пугачёва было выяснено, что это был 12-летний сын казнённого мятежниками в первые дни восстания илецкого атамана Портнова. Иван Портнов провёл при Пугачёве целый год, после пленения самозванца вернулся в Илецкий городок. Дослужившись до звания войскового старшины, в 1800-м году он, как и его отец, стал атаманом Илецкой станицы.

### Дополнительные допросы и очные ставки
Помимо основного допроса, руководители следствия провели также несколько дополнительных допросов по частным вопросам, подлежащим разъяснению Пугачёва либо требовавшим очных ставок с другими участниками восстания. Всего было проведено 13 таких допросов, каждый из которых оформлялся отдельным протоколом. Так, на допросе 8 ноября рассматривался вопрос о медной монете с изображением Пугачёва — следователей интересовало: когда и сколько таких и подобных монет было отчеканено мятежниками. Пугачёв заявил, что чеканку монет он никогда и никому не поручал, «а естли б и захотел, то б велел наделать и серебряных». 15 ноября Пугачёва допросили о действиях двух его атаманов — М. Голева и В. Торнова, накануне привезённых в Москву, следователи хотели проверить их показания. 16 ноября Пугачёв повторил свои вымышленные показания на поручика А. М. Гринёва, впервые данные в Симбирске. Впоследствии, на очной ставке 28 ноября, Пугачёв признался в оговоре и полностью опроверг все ранние показания в отношении Гринёва. 17 ноября Пугачёва подробно допросили о происхождении серебряных «царских» печатей и медалей. Самозванец показал, что печати были заказаны в Яицком городке мастерам-серебреникам и что ими в его Военной коллегии скреплялись указы и послания от его имени. Медали были изготовлены мастерами-серебрениками в Алатыре из старинных монет с профилем Петра I, к которым приделывали ушко. Этими медалями на шёлковых лентах Пугачёв награждал атаманов отрядов. Сведения Пугачёва были подтверждены допросами его атаманов Перфильева и Творогова.
Во второй половине допроса 17 ноября Пугачёв покаялся по поводу многочисленных жертв и разрушений, причиной которых он был. В то же время Пугачёв заявил, что в ходе восстания он никаких сомнений не имел, и «естли б сообщники не отстали» и не предали его, «то он покусился бы иттить на Москву», что ни разу, после всех своих поражений, он не имел никакого «разсположения в злой своей душе», чтобы прекратить сопротивление и сдаться властям. Все его мысли после таких поражений были направлены на восстановление числа своей армии, для чего он «обольщал крестьян выгодами, думая, что такие для их лестные выгоды больше прилежит их». Пугачёв твёрдо стоял на том, что никакой сторонней помощи он не имел и всегда опирался лишь на казаков и крестьян. Говоря о массовых казнях дворян в ходе похода по Волге после поражения у Казани, Пугачёв заявил, что они были вызваны по «остервенению их душ», но также и «с таким намерением, чтобы дворяне не мешали умножать его толпы, и чрез то б и крестьяне, всех их великое множество, не имели в том от господ своих страха».
18 ноября была проведена очная ставка Пугачёва со старообрядцем Осипом Коровкой, помогшим ему после побега с Дона, которого он оговорил в ходе следствия в Симбирске. Поначалу Пугачёв придерживался своих симбирских показаний, но Коровка настаивал на их ложности. После того, как Коровку увели, следователи сообщили Пугачёву, что вскоре ожидают прибытия и других людей, которых он называл в качестве заговорщиков-«раскольников». В результате Пугачёв встал на колени и сознался, что выдумал большую часть сведений о своих скитаниях по старообрядческим поселениям в 1772 году, что первые эти сведения он дал под пытками в Симбирске и далее продолжал свои выдумки из опасения, что пытки будут продолжены. В Москве он держался этих показаний, «боясь уже показать разноречие». После этого Пугачёв дал подробные показания о маршруте своих скитаний и встреченных в ходе их людях. Все эти сведения позднее были подтверждены показаниями доставленных в Москву изначально оговорённых им лиц.
Новые показания Пугачёва полностью разрушили версию о происхождении идеи самозванства и об истинных зачинщиках восстания. Конструкция заговора «раскольников», выстроенная по результатам допросов в Симбирске, рассыпалась. Полученные сведения были направлены в Петербург, в ходе следствия наступила пауза, заполненная лишь уточнениями некоторых ранее полученных сведений. 1 декабря 1774 года Волконский получил записку Екатерины II с требованием направить усилия следствия на поиск истоков восстания в свете новых выявленных обстоятельств: «Буде никак от злодея или сообщников его узнать невозможно, кто выдумал самозванство Пугачёва, то хотя бы и сие из него точно выведать можно было: когда в нём мысль сия поселилась, и от котораго времени он имя сие на себя принял, и с кем, во-первых, о сём речь у него была». В тот же день Пугачёв был допрошен и показал, что впервые мысль назваться Петром III родилась у него в поездке в Яицкий городок в ноябре 1772 года, в ходе разговора с яицким казаком Денисом Пьяновым. Ранее он уже имел беседы со Степаном Оболяевым, содержателем постоялого двора на Таловом Умёте, и казаками Закладновыми, предлагая им бежать к некрасовцам на Кубань, но себя при этом он называл «цареградским купцом». Мысль назваться царём возникла в голове Пугачёва случайно, в ходе рассказа Пьянова о царицынском самозванце, а далее он лишь довыдумал детали своего спасения в ходе заговора 1762 года и о странствиях по России, Польше, Турции и Египту.
5 декабря на допросе Пугачёв заявил, что идея выступления в сентябре 1773 года родилась в ходе совместных с яицкими казаками обсуждений, после того, как он прибыл на Таловой Умёт после побега из казанского острога. Для выяснения деталей были вызваны ближайшие сообщники Пугачёва из числа яицких казаков Максим Шигаев, Иван Зарубин и Денис Караваев, подтвердившие детали подготовки восстания. На очной ставке с ними Пугачёв заявил, что казаки знали, что он был в действительности донским казаком. Караваев и Зарубин подтвердили это, но Шигаев стоял на том, что искренне считал Пугачёва Петром III. Завершив допрос, Волконский и Потёмкин решили, что все требуемые сведения уже получены и что следствие можно признать завершённым.

## Судебный процесс над участниками восстания

### Подготовка процесса
5 (16) декабря 1774 года руководители генерального следствия над пугачёвцами М. Н. Волконский и П. С. Потёмкин доложили Екатерине II о том, что в результате проведённых в предшествующие недели допросов детальная картина преступления составлена и что дальнейшие допросы не способны добавить что-либо к уже полученным сведениям. К донесению были приложены выписки из протоколов допросов Пугачёва и прочих 49 участников восстания с краткой характеристикой степени участия каждого из подследственных в «злодейских деяниях», а также заключение П. С. Потёмкина, озаглавленное им как «Различие важности преступления способников злодейских, примеченное каждого раскаяние по свойству их», фактически являвшееся проектом распределения обвиняемых в будущем приговоре по девяти «сортам» (степеням) вины. К 1-му и 2-му «сортам» были отнесены те, кто, по мнению Потёмкина, должны были быть преданы смертной казни: Пугачёв, Зарубин, Шигаев, Перфильев, Подуров, Торнов, Канзафар Усаев. Далее следовали 33 виновных в той или иной мере, а также 11 человек, причисленных к «9 сорту», то есть признанных непричастными к каким-либо преступлениям и которых по приговору суда можно было оставить без наказания. Распределение по сортам Потёмкин сопроводил весьма субъективными личностными характеристиками, никак не укладывавшимися в юридические обоснования вины: Перфильев — «не дурак, свойства самого злейшего»; Зарубин — «великий плут»; Подуров — «весьма неглуп», Оболяев — «прост, но великий плут» и так далее. Ещё 30 человек, также доставленные в Москву для следствия, не были включены ни в донесение Волконского и Потёмкина, ни в последующий приговор суда по причине их полной непричастности к событиям восстания.
Уже на следующий день, 6 декабря, Екатерина II в своём ответе, несмотря на выраженное недовольство тем, что на главный мучивший её вопрос — кто «выдумал самозванство: сам ли злодей, или иной кто» — она не усмотрела ясного ответа, тем не менее, выразила желание, «чтобы дело его (Пугачёва) скорея к окончанию приведено было». Екатерина II проинформировала, что по окончании изучения экстрактов из допросов пугачёвцев отправит в Москву генерал-прокурора князя А. А. Вяземского «с моими повелениями о образе суда, как в подобных случаях с государственными преступниками в обычае есть». В ходе совещания с Вяземским императрица в целом одобрила распределение обвиняемых по степеням их вины, повелев дополнить список пятью членами семьи Пугачёва — двумя жёнами Софьей и Устиньей и детьми Трофимом, Аграфеной и Христиной.
В последующие дни Екатерина работала над текстом манифеста об учреждении суда, к написанию черновика манифеста приложил руку новый фаворит императрицы генерал-адъютант Г. А. Потёмкин, редактировавший язык и стиль, так как сама Екатерина русским языком владела нетвёрдо, а также Санкт-Петербургский архиепископ Гавриил, добавивший в текст богословской риторики и положения, соответствующие православной обрядности. Окончательное согласование текста манифеста прошло на заседании Государственного совета 18 декабря. 19 (30) декабря 1774 года манифест был подписан императрицей и направлен в печать в типографии Сената и Академии наук вместе с приложенным к нему «Описанием происхождения дел и сокрушения злодея, бунтовщика и самозванца Емельки Пугачёва».
Перед выездом в Москву для организации судебного процесса генерал-прокурор Сената Вяземский направил Екатерине докладные записки с просьбой дать указания по некоторым вопросам: можно ли использовать для заседаний Большой Кремлёвский дворец; ожидать ли прибытия всех членов Сената, в том числе находящихся в отпуске; что делать, если в ходе судебных заседаний откроются новые обстоятельства, пропущенные следствием; а также — как поступить с теми сообщниками Пугачёва, что являются депутатами Уложенной комиссии и по закону «от казней освобождаются». На полях докладных записок Екатерина дала свои комментарии, в основном основанные на желании не затягивать процесс, то есть начинать в условленную дату, не дожидаясь прибытия всех назначенных членов суда, обсудить все вновь вскрывшиеся обстоятельства и «ежели неважно, то не останавливаться», а по поводу депутатов — уточнить, были ли «у каких проэктов подписки», и в случае отсутствия их подписей под законопроектами — депутатами их не считать. Таким образом, Вяземский озаботился наличием высочайших инструкций на все возможные обстоятельства будущего процесса, несмотря на то, что сама Екатерина в переписке со своими зарубежными корреспондентами подчёркивала своё полное невмешательство в «судебную комедию с маркизом Пугачёвым».
Вяземский прибыл в Москву вечером 25 декабря и на следующее утро осмотрел с генерал-губернатором Москвы помещения в Кремле для судебного заседания. В этот же день в Москву стали прибывать назначенные участники судебного процесса, а также помощники генерал-прокурора, на которых были возложены протокольные обязанности. Вяземский провёл ряд встреч с высшими московскими сановниками, а также прибывшим в Москву графом Паниным, командующим войсками, всё ещё задействованными в подавлении оставшихся очагов восстания. Из этих встреч Вяземский сделал вывод о настроениях знати на крайне жестокий приговор пугачёвцам, что противоречило негласным указаниям Екатерины на смягчение наказаний. 28 декабря Вяземский писал императрице, что приложит все усилия, чтобы убедить членов суда и исполнить её волю, и что руководители следствия М. Н. Волконский и П. С. Потёмкин его в этом полностью поддерживают. По ранее принятому решению, судей должны были назначить из числа проживавших в Москве военных и статских чинов 2-го и 3-го классов (генерал-аншефов и генерал-поручиков, действительных тайных и тайных советников), всего таких было 22 человека, а также 13 чиновников из числа президентов и вице-президентов правительственных коллегий и руководителей высших московских правительственных учреждений. Состав суда был утверждён на заседании Сената, собранном в Москве 29 декабря, на котором было также решено привлечь для судебных заседаний служивших в Москве членов Святейшего Синода.

### Состав суда
Полный список суда в соответствии с Манифестом Екатерины II от 19 декабря и решением Правительствующего Сената от 29 декабря 1774 года:
Представители Сената:
князь А. А. Вяземский — действительный тайный советник, генерал-прокурор Сената, князь М. Н. Волконский — генерал-аншеф, генерал-губернатор Москвы, Д. В. Волков — действительный тайный советник, президент Мануфактур-коллегии, А. П. Мельгунов — действительный тайный советник, исполняющий должность президента Коммерц-коллегии, тайные советники князь И. А. Вяземский, Л. И. Камынин, И. И. Козлов, М. Я. Маслов, В. А. Всеволожский, П. И. Вырубов, Г. Г. Протасов, генерал-поручик М. М. Измайлов, а также помощники Вяземского — обер-прокуроры Сената В. С. Перекусихин и князь П. М. Волконский, обер-секретарь Сената Н. Б. Самойлов.
Сановники и военные 2-го и 3-го классов:
М. К. Лунин — тайный советник, президент Вотчинной коллегии, М. М. Салтыков — тайный советник, вице-президент Вотчинной коллегии, А. М. Херасков — действительный тайный советник, президент Ревизион-коллегии, А. А. Яковлев — действительный тайный советник, президент Юстиц-коллегии, П. В. Хитрово — действительный тайный советник, президент Коллегии экономии, тайный советник И. И. Мелиссино, А. Б. Самойлов — президент Главного магистрата, генерал-аншефы граф П. И. Панин и А. И. Глебов, генерал-поручики М. Г. Мартынов, Я. Я. Протасов, В. П. Мусин-Пушкин, И. И. Давыдов, М. Ф. Каменский, А. И. Апухтин, граф Ф. А. Остерман, П. М. Олсуфьев. Исключение было сделано для особы 4-го класса генерал-майора П. С. Потёмкина, как руководителя следствия, хорошо знавшего обстоятельства дела и каждого из подсудимых.
Представители Святейшего Синода:
епископ Крутицкий и Можайский Самуил, епископ Суздальский и Юрьевский Геннадий, архимандрит Новоспасского монастыря Иоанн, протоиерей Успенского собора в Кремле Александр, протопоп лейб-гвардии Преображенского полка Андрей.

### Заседания суда 30 и 31 декабря
На первое заседание суда 30 декабря 1774 года в Большом Кремлёвском дворце прибыл 31 человек из числа назначенных членов суда, 6 человек отсутствовали по причине болезни. В начале заседания судьям зачитали экстракт из следственного дела, который ранее был направлен для ознакомления Екатерине II. По окончании чтения было объявлено о требовании сохранения услышанного в тайне. Генерал-прокурор Вяземский предложил доставить на следующее заседание Пугачёва. Судьи обсудили вопрос о необходимости в доставке остальных обвиняемых в целях уточнения их личности и подтверждения сведений в протоколах допросов. Решили не вызывать обвиняемых в суд в связи с большим их количеством и опасением, что это может затянуть процедуру. Вместо этого суд принял решение сформировать группу из трёх человек: сенатора Маслова, генерал-поручика Мартынова и архимандрита Иоанна с целью провести опрос подсудимых на местах. Комиссия опросила 50 заключённых, содержавшихся в камерах Монетного двора и Рязанского подворья на Мясницкой улице. Согласно их докладной записке, ни один из опрошенных ими «не противоречил своему допросу, и в пополнение ничего не сказал». Ещё одна группа судей была сформирована для сочинения сентенции (приговора); в её состав вошли сенаторы Волков, Козлов и генерал-майор П. С. Потёмкин
На следующий день, ранним утром 31 декабря, Пугачёва привезли в здание Большого Кремлёвского дворца, задолго до приезда членов суда. Приезд судей растянулся более, чем на три часа, последние прибыли на заседание уже после 11 утра, больными оставались пятеро человек из состава суда. Судьи заслушали доклад комиссии, опрашивавшей подсудимых, постановив приобщить его к следственному делу. Генерал-прокурор Вяземский огласил вопросы, которые он предложил задать Пугачёву, и, получив согласие судей, приказал доставить в зал заседания суда Пугачёва. Конвоиры ввели Пугачёва в зал заседания и заставили встать на колени. Были заданы вопросы: «Ты ли Зимовейской станицы беглой донской казак Емелька Пугачёв? Ты ли по побеге с Дону, шатаясь по разным местам, был на Яике и сначала подговаривал яицких казаков к побегу на Кубань, потом называл себя покойным государем Петром Фёдоровичем? Ты ли содержался в Казани в остроге? Ты ли, ушед с Казани, принял публично имя покойного государя Петра Третьего, собрал шайку подобных злодеев с оною осаждал Оренбург, выжег Казань ии делал разные государственные разорения, сражался с верными ея императорского величества войсками и, наконец, артелью твоей связан и отдан правосудию ея величества, так как в допросе твоём обо всём обстоятельно от тебя показано? Имеешь ли чистосердечное раскаяние во всех содеянных тобою преступлениях?» На всё Пугачёв ответил утвердительно, добавив после: «Каюсь Богу, всемилостивейшей государыне и всему роду христианскому».
Пугачёва вывели, и Вяземский предложил заслушать выписки из законодательных актов (Соборного уложения 1649 года, Воинского 1716 года и Морского 1720 года уставов), сделанные комиссией, готовившей текст приговора, а также проект распределения обвиняемых по «сортам вины», ранее уже направленный императрице. Судьи согласились в целом с данным распределением, но, как и ожидал Вяземский ранее, не сразу пришли к единому мнению по поводу предлагаемых мер наказания.
Детали разногласий между судьями сохранились в черновике донесения Вяземского Екатерине II, которая изначально рекомендовала ограничить применение такого средневекового вида казни, как четвертование, лишь для приговора Пугачёву. Однако судьи вступили в спор вокруг меры наказания для Афанасия Перфильева, настаивая, что его вина слишком велика, чтобы ограничиваться «лишь» отсечением головы. Приводили пример пугачёвского полковника Белобородова, обезглавленного в Москве в сентябре 1774 года, якобы «в народе отзывались, что оный казнён весьма лёгкою казнию». После этого уже и четвертование для Пугачёва показалось слишком лёгкой мерой, многие из судей настаивали его «живова колесовать, дабы тем отличить ево» от Перфильева. Вяземскому пришлось пойти на «уступку» — дать согласие на то, что после четвертования части тела Пугачёва «положить на колёсах, которые до прибытия вашего величества сожжены быть могут». В черновике вычеркнута фраза «а голову оставить на коле» — видно, Вяземскому было непросто отстаивать всякую попытку отойти от средневековых ритуалов. Следующими пунктами судьи приняли решение о смертной казни для Чики-Зарубина, Шигаева, Персианинова (Торнова), Канзафара (Усаева) и Подурова. Отдельно в решении отметили, что Чика должен был быть обезглавлен в Уфе, а Канзафар Усаев — повешен в Челябинске. Следующую волну споров вызвало решение о мере наказания для яицких казаков Караваева, Плотникова и Закладнова, бывших среди самых первых заговорщиков, признавших в Пугачёве императора Петра III и начавших агитацию казаков, в Яицком городке. Они были арестованы до начала выступления и потому не принимали участия в восстании, но судьи считали, что, как «первые разгласители», они достойны смертной казни, но затем всё же согласились «наказать их на теле» и сослать затем на каторгу. Как писал Вяземский императрице, затем при решении участи подсудимых, отнесённых к последующим классам вины, «затруднения большого уже не было».
Отдельного внимания судей потребовало рассмотрение приговора двум депутатам Уложенной комиссии, примкнувшим к Пугачёву: Подурову и Горскому. Согласно указу и манифесту Екатерины II от 14 декабря 1764 года об учреждении комиссии и объявлении «Обряда выбора», её депутаты имели гарантии неприкосновенности: «Во всю жизнь свою всякой депутат, в какое бы прегрешение не впал, освобождён: 1) от смертныя казни, 2) от пыток, 3) от телесного наказания». Однако в тексте обряда была включена оговорка, на которую и указала Екатерина Вяземскому перед началом процесса: дарованные выгоды и привилегии касаются лишь только тех депутатов, «кои действительно при сём деле трудились и коих имена в подписке тоя или другия части проэкта найдутся». На эти положения 25-й статьи и сослались судьи в тексте отдельного протокола, касающегося приговора Подурову: «по депутатству ни в чём не упражнялся… Оного Подурова по злодеяниям его из депутатов исключа, в сентенции депутатом не именовать». С Горским поступили ещё проще: учитывая факт того, что сразу при аресте его подвергли телесным наказаниям, то судьи решили, что вследствие этого он фактически уже утратил депутатское достоинство и «не может быть депутатом».

### Решительная сентенция (приговор)
Выбранные судом в комиссию для составления сентенции (приговора) сенаторы Д. В. Волков и И. И. Козлов обладали профессиональным опытом в подобных поручениях. Волков, опытный царедворец, автор Манифеста о вольности дворянства, в своё время участвовал в судебном процессе над В. Я. Мировичем. Козлов курировал от лица Сената Юстиц-коллегию, Экспедицию о колодниках и Уголовную экспедицию, был знатоком уголовного законодательства. П. С. Потёмкин же, как руководитель следствия, лучше всех знал обстоятельства событий восстания и каждого из подсудимых, именно его записка о «Различии важности преступления способников злодейских…» и стала основой при составлении текста сентенции. В помощь членам комиссии Вяземским были направлены вице-президент Юстиц-коллегии А. М. Колошин и обер-секретарь Межевой экспедиции Сената А. Т. Князев. Уже в донесении от 31 декабря Вяземский писал императрице: «Теперь спешим сочинением, и как скоро оное поспеет, то прежде подписания (судьями) на высочайшее вашего величества усмотрение пришлю с нарочным курьером. Как же всё уже одумано и положено нами, то и не думаю, чтоб оная долго замедлилась сочинением».
В первый раздел сентенции были включены положения об учреждении суда и его составе, о заседаниях 30—31 декабря и принятых на них определениях. Во втором разделе были приведены биографические сведения о Пугачёве и членах его семьи, а также изложены события накануне и в ходе восстания. Согласно тексту приговора, Пугачёв не имел изначально умысла «завладеть Отечеством и похитить монаршую власть», а лишь, спасаясь от преследования и видя мятежные настроения яицких казаков, подговаривал их к побегу на Кубань, чтобы «с готовою и отборною шайкою разбойничать и от казни за свои преступления… укрываться». Но «приметив в одних склонность ко всякому злодеянию», а в прочих — «простоту и легковерие», Пугачёв решил присвоить себе имя «в Бозе почивающего государя императора Петра Третьего». В ходе начавшегося бунта, он «обольщал слабомысленных людей несовместными обещаниями», чем привлёк к себе множество сторонников, противников же «приводил в страх и ужас». Однако после пленения Пугачёв признался во всех преступлениях, принёс раскаяние и «очистил душу свою совершенным покаянием перед Богом и ея императорским величеством и перед всем родом человеческим». Признались в своих преступлениях и все прочие его сообщники и также принесли покаяние.
В третьем разделе были приведены многочисленные выписки из церковных установлений и законодательных актов, на которые ссылался суд при вынесении приговора. Выписка была составлена Князевым, в её «церковной» части были приведены положения о божественной сущности власти и вытекающих из этого требованиях послушания ей как власти Божьей. Потому и пошедшие против власти навлекли на себя гнев Божий и подлежат наказанию вплоть до смертной казни. Из приведённых положений Воинского и Морского уставов и Соборного уложения 1649 года согласно пятнадцати подсудимые также подлежали смертной казни: намерение завладеть государством и быть государем; «приход скопом и заговором» к царю и его приказным и воинским служителям с целью убийства и грабежа; сожжение и разорение города, села, деревни, церкви; участие делом и словом в бунте, возмущении или в иной измене и многие другие.
Четвёртый раздел содержал характеристики участия в бунте каждого из подсудимых и назначенные, исходя из этого, меры наказания. Спешка при составлении приговора привела к тому, что четвёртый раздел содержал очевидные стилистические нестыковки — высокопарные и даже напыщенные формулировки П. С. Потёмкина чередовались с сухими, холодными казёнными фразами, принадлежащими опытным екатерининским сановникам Д. В. Волкову, И. И. Козлову, А. А. Вяземскому, А. М. Колошину, А. Т. Князеву. В части приговора главному обвиняемому Емельяну Пугачёву это привело к некоторому логическому противоречию в тексте: «судьи, сообразуяся беспримерному ея императорского величества милосердию, зная ея сострадательное и человеколюбивое сердце и, наконец, разсуждая, что закон и долг требуют правосудия, а не мщения» приговорили Пугачёва «четвертовать, голову воткнуть на кол, части тела разнести по четырём частям города и положить на колёса, а после на тех же местах сжечь».
К четвертованию был приговорён и Афанасий Перфильев, главным образом потому, что обманул доверие императрицы и правительства, поручивших ему в начале восстания уговорить яицких казаков отступиться от самозванца. Вместо этого Перфильев явился в лагерь Пугачёва под Оренбургом и рассказал ему о поручении и добровольном от него отказе. Впоследствии Перфильев входил в число ближайших сподвижников самозванца, бывших с ним вплоть до последнего поражения в битве у Солениковой ватаги. Уже после поражения Перфильев говорил бывшим с ним казакам, что «лутше живым быть зарыту в землю, нежели отдаться в руки» правительству. Все эти обстоятельства и побудили судей приговорить его к равной степени наказания с Пугачёвым.
Причисленного ко 2-му сорту вины Ивана Зарубина — Чику приговорили к отсечению головы, которое должны были провести в Уфе, осадой которой он командовал в течение трёх месяцев. Осуждённые в качестве виновных 3-го сорта Максим Шигаев, Тимофей Подуров и Василий Торнов были приговорены к повешению в Москве, в день казни Пугачёва. В проекте приговора, подготовленном 31 декабря, к смерти должен был быть приговорён и мещеряцкий старшина Канзафар Усаев, которого предполагалось повесить в Челябинске, но в последний момент генерал-прокурор Вяземский самолично без согласования с судьями отнёс Усаева к обвиняемым четвёртого сорта. Вяземский поставил членов суда в известность об этом решении только после получения одобрения приговора со стороны Екатерины II, лишив их возможности оспорить это самовольство.
Таким образом, признанных виновными 4-го сорта оказалось пять человек: первые признавшие Пугачёва императором яицкие казаки В. Плотников, Д. Караваев, Г. Закладнов, мещеряк К. Усаев, а также ржевский купец и авантюрист Астафий Долгополов, долгое время в своих корыстных целях обманывавший и правительство, и лично императрицу, и сторонников Пугачёва. Всех пятерых приговорили «высечь кнутом, поставить знаки, и, вырвав ноздри, сослать на каторгу, и из них Долгополова содержать в оковах». Практически такое же наказание полагалось и виновным 5-го сорта — яицкому казаку и атаману повстанцев Илье Ульянову и секретарям пугачёвской «военной коллегии» Ивану Почиталину и Максиму Горшкову, их приговорили высечь кнутом, вырвать ноздри и сослать на каторгу, но без простановки клейма на лбу и щеках. Виновными 6-го сорта были признаны 10 человек: яицкие казаки Т. Мясников, М. Кожевников, П. Кочуров, П. Толкачёв, И. Харчев, Т. Скачков, П. Горшенин, П. Ягунов, беглый крестьянин А. Чучков и отставной солдат С. Оболяев, их также приговорили высечь кнутом и вырвать ноздри, но вместо каторги им полагалась ссылка. Четверо виновных 7-го сорта, среди них отставной унтер-офицер М. Т. Голев, игумен старообрядческого скита в Мечетной слободе Пахомий (Баусов), саратовский купец Ф. Ф. Кобяков и бывший саратовский городской голова М. Д. Протопопов, были приговорены к телесному наказанию: «первых троих бить кнутом, а четвёртого высечь плетьми».
К виновным 8-го сорта были отнесены офицеры, в разное время принявшие присягу Пугачёву и служившие в его армии: секретарь «военной коллегии» и атаман солдатского полка подпоручик М. А. Шванвич, приговорённый к лишению чина и дворянского достоинства; прапорщик И. Г. Юматов, приговорённый к лишению чина; казачий сотник Волжского войска и депутат Уложенной комиссии В. В. Горский, лишённый звания и депутатского достоинства. Среди приговорённых 9-го сорта вины были пугачёвские полковники, принявшие участие в заговоре против Пугачёва и выдавшие его правительству: атаман илецкого полка и судья «военной коллегии» И. А. Творогов, командующий пугачёвской артиллерией Ф. Ф. Чумаков, И. П. Федулёв и И. С. Бурнов, а также другие яицкие казаки, сдавшиеся добровольно после поражения у Чёрного Яра, — В. С. Коновалов, К. Т. Кочуров, Я. Ф. Почиталин, С. М. Шелудяков, П. А. Пустобаев. В приговоре было определено их «от всякого наказания освободить», как раскаявшихся в своих преступлениях и оказавших власти содействие, в том числе участием в выдаче Пугачёва.
16 человек были отнесены в приговоре к 10-сорту и признаны невиновными, подлежащими немедленному освобождению, но пятеро из этого числа, а именно — законная супруга Пугачёва Софья Дмитриевна с детьми Трофимом, Аграфеной и Христиной, а также вторая супруга Пугачёва, яицкая «императрица» Устинья Петровна Кузнецова, хоть и были признаны невиновными в каких-либо преступлениях, тем не менее, были приговорены к ссылке в места, «куда благоволит Правительствующий Сенат».
Текст сентенции был отправлен в Санкт-Петербург утром 3 января, вместе с донесениями и комментариями Вяземского, был получен Екатериной II 5 января и в тот же день с одобрением был отправлен обратно в Москву. Вяземский получил бумаги во второй половине дня 8 января. В беловом варианте сентенции рукой императрицы не было сделано никаких пометок или исправлений.

### Заседание суда 9 января 1775 года
Получив одобрение Екатерины II на текст приговора, Вяземский распорядился оповестить судей о созыве 9 января 1775 года окончательного заседания суда в Кремле. С утра в Кремль прибыли 33 члена суда, 5 судей по-прежнему отсутствовали по причине болезни, причём генералы Панин и Олсуфьев, президент Коллегии экономии Хитрово и протоиерей Александр не были ни на одном из судебных заседаний. Само заседание 9 января было непродолжительным, сначала судьи заслушали заявление представителей Священного Синода о невозможности подписания ими сентенции, включающей смертные приговоры, и решили включить это заявление в общий текст приговора. Далее Вяземский сообщил об одобрении императрицей выработанного текста сентенции и предложил судьям подписать её. Из присутствующих, как и было заявлено, приговор не подписали епископы Самуил и Геннадий, архимандрит Иоанн и протопоп Андрей. Нет под приговором и подписи генерал-прокурора Вяземского.
В первом протоколе судебного заседания было отражено решение о времени проведения казни — на следующий день 10 (21) января 1775 года «пополуночи в 11 часов» на Болотной площади. Помилование, тем кого оно касалось, должно было быть объявлено днём позже в Кремле, а кроме того, было предписано огласить его текст по городу, «а после и пропечатать в газетах». Во втором протоколе первым пунктом было записано об утверждении судьями проекта постановления, согласно которому публикация текста сентенции должна была сопровождаться текстом прилагаемого к ней «Описания, собранного поныне из ведомостей разных городов, сколько самозванцем и бунтовщиком Емелькою Пугачёвым и его злодейскими сообщниками осквернено и разграблено Божиих храмов, а также побито дворянства, духовенства, мещанства и прочих званий людей, с показанием, кто именно и в которых местах». Во втором пункте давались распоряжения генерал-губернатору Москвы Волконскому и обер-полицмейстеру Архарову по охране и оцеплении места казни и мерам по обеспечению порядка в ходе казни и экзекуций. В третьем пункте возлагалось на Сенат определить места ссылки и каторги осуждённых к ним и оповестить об этом местные власти. И последним четвёртым пунктом было записано решение о награде в 200 рублей для крестьянина Филиппова, донёсшего на Пугачёва после первой его поездки в Яицкий городок осенью 1772 года.
По окончании последнего заседания суда Вяземский составил подробное донесение Екатерине II о его ходе, которое было доставлено в Петербург лишь на третий день, одновременно с сообщением о свершившихся казнях.

## Исполнение приговора

### Исполнение смертных приговоров
После последнего заседания суда, во второй половине дня 9 января протоиерей Архангельского собора Пётр Алексеев по поручению епископа Крутицкого и Можайского Самуила отправился в камеры заключённых в Монетном дворе, чтобы объявить Пугачёву, Чике-Зарубину, Перфильеву, Шигаеву, Подурову и Торнову о вынесенном им смертном приговоре и принятии исповеди и причащении тех, кто выразит в этом желание (яицкие казаки были убеждёнными приверженцами старой веры). Те из приговорённых, кто согласился бы принести покаяние в совершённых ими преступлениях, согласно решению Синода от 19 декабря 1774 года, освобождались от анафемы. Вернувшись, протоиерей Пётр Алексеев доложил Самуилу, что Пугачёв, Подуров, Зарубин и Торнов «с сокрушением сердечным покаялись в своих согрешениях перед Богом», а потому «властию пастырскою вашего преосвященства чрез меня, недостойного, разрешены от церковной анафемы». От покаяния отказались Перфильев и Шигаев.
Утро 10 января 1775 года было морозным, тем не менее, казнь Пугачёва и его сообщников вызвала ажиотаж в Москве, на Болотной площади собралось большое количество зрителей из всех слоёв общества. Эшафот, сооружённый посреди площади, был окружён сомкнутыми рядами солдат нескольких московских гарнизонных полков с заряженными ружьями, а также полицейскими чинами. Генерал-прокурор Вяземский писал Г. А. Потёмкину позднее: «При казни было такое людство, какого давно не видано, даже благородные женщины с маленькими детьми, и очень много». Вяземский вместе с генерал-губернатором Волконским расположились непосредственно у эшафота, здесь же были те члены суда и чиновники Тайной экспедиции Сената, пожелавшие присутствовать при казни, все в шубах поверх форменной одежды. Обер-полицмейстер Архаров со своими помощниками отдавал распоряжения о пропуске ближе к эшафоту «благородной публики» и недопуске «подлого народа». В воспоминаниях о дне казни И. И. Дмитриев писал о том, что «все кровли домов и лавок, на высотах с обеих сторон её, усеяны были людьми обоего пола и различного состояния. Любопытные зрители даже вспрыгивали на козлы и запятки карет и колясок».
А. Т. Болотов, другой очевидец казни, оставивший воспоминания о том дне, писал: «…А дворян и господ пропускали всех без остановки; а как их набралось тут превеликое множество, то, судя по тому, что Пугачёв наиболее против их восставал, то и можно было происшествие и зрелище тогдашнее почесть и назвать истинным торжеством дворян над сим общим их врагом и злодеем».
По распоряжению протоиерея Петра Алексеева в камеры осуждённых на казнь отправились протопоп ближайшего к Монетному двору Казанского собора, причастивший их, а также несколько священников, которые должны были сопровождать каждого из осуждённых к месту казни. Для перевозки Пугачёва к Монетному двору была подана специально подготовленная «позорная колесница» — сани с высоким помостом, выкрашенным в чёрный цвет, запряжённые четвёркой лошадей. Посреди помоста был водружён столб, к которому Пугачёв был прикован цепью, закреплённой на его ноге. Ещё одна цепь была прикреплена на металлическом обруче на шее Пугачёва, другой её конец держал в руке палач. На помосте установили две скамьи, на одну усадили Пугачёва, дав ему в руки две зажжённые свечи, на второй сидели священник и чиновник Тайной экспедиции Сената. Остальных осуждённых сковали попарно и выстроили за санями. Процессия медленно направилась к Болотной площади, окружённая полуэскадроном кирасир и отрядом яицких казаков старшинской стороны. Пугачёв, увидев столпившихся зевак, пришедших к Монетному двору, встал со скамьи и со свечами в руках начал кланяться горожанам, стоявшим по обе стороны от процессии, направлявшейся по Охотному ряду, Моховой, через Большой Каменный мост к Болотной площади.
Пугачёв сохранял спокойствие, ничем не выказывая какого-либо страха перед предстоящей казнью. Очевидцы казни единодушно отмечали, что, несмотря на славу душегуба и разбойника, во внешности самозванца «не было ничего свирепого, на взгляд он был лет сорока, роста среднего, лицом смугл и бледен; глаза его сверкали…» (И. И. Дмитриев), он выглядел «совсем не соответствующим таким деяниям, какие производил сей изверг» (А. Т. Болотов). Когда процессия подъехала к эшафоту, Пугачёва и Перфильева провели на помост, их сопровождали священники и судейские чиновники. Приговорённых к повешению Шигаева, Подурова и Торнова подвели к приготовленным для них виселицам, приговорённых к телесным наказаниям — к так называемым «козлам». Священники не оставляли при этом попыток уговорить Перфильева и Шигаева раскаяться и принять причастие, но, по донесению Вяземского Екатерине, оба «толиким суеверием и злобою заражены», что и перед самой смертью «не согласились приобщиться».
Судейский чиновник на помосте начал зачитывать текст сентенции, на площади установилась тишина, все пытались вслушиваться, несмотря на то, что чтение тянулось довольно долго. Во всё время чтения приговора Пугачёв крестился на купола московских соборов и кланялся. Затем обер-полицмейстер Архаров громко обратился к Пугачёву: «Ты ли донской казак Емелька Пугачёв?», на что Пугачёв так же громко ответил: «Так, государь, я — донской казак Зимовейской станицы Емелька Пугачёв!» Священники и судейские чиновники спустились с эшафота. По воспоминаниям И. И. Дмитриева, Пугачёв сделал ещё несколько крестных поклонов во все стороны, а затем обратился к окружавшей эшафот толпе: «Прости, народ православный, отпусти мне в чём я согрубил пред тобою, прости, народ православный!» Палачи торопливо «бросились раздевать его, сорвали белый бараний тулуп, стали раздирать рукава шёлкового малинового полукафтанья. Тогда он сплеснул руками, опрокинулся навзничь, и вмиг окровавленная голова уже висела в воздухе: палач взмахнул её за волосы». Одновременно с Пугачёвым были повешены и Шигаев, Подуров и Торнов. Между тем Перфильев, «немалого росту, сутулый, рябой и свиреповидный, стоял неподвижно, потупя глаза в землю». На его глазах палачи, взобравшись по лестнице к вершине столба, воткнули на спицу голову Пугачёва, а отрубленные руки, ноги и окровавленное тело — на колесо. Наконец, настала очередь и Перфильева, как и Пугачёву, палач сначала отрубил ему голову на плахе, лишь затем завершив обряд четвертования, его останки были положены на колесо рядом с останками Пугачёва. Затем пришёл черёд экзекуций, согласно приговору часть осуждённых была высечена кнутом, часть — плетьми, части вырывали ноздри и проставляли клейма на лбу и щеках. Был проведён также ритуал гражданской казни М. Шванвича, символизировавшей перевод его в «подлое сословие», — над его головой переломили шпагу.
Одной из главных тем обсуждения как современников, так и историков во многие последующие десятилетия, стали действия палача, который, вопреки мучительной процедуре четвертования, отрубил сначала голову и Пугачёву, и Перфильеву.

Произошло при казни его (Пугачёва) нечто странное и неожиданное, вместо того, чтоб в силу сентенции, наперёд четвертовать и отрубить ему руки и ноги, палач вдруг отрубил ему голову. И Богу уже известно, каким образом это сделалось, ни то палач был к тому от злодея подкуплен, чтоб он не дал ему долго мучиться, ни то произошло от действительной ошибки и смятения палача, никогда ещё в жизнь свою смертной казни не производившего, но как бы то ни было, мы услышали только, что стоявший там подле самого его какой-то чиновник вдруг на палача с сердцем закричал: «Ах, сукин сын! Что ты сделал! Ну скорее — руки и ноги!»— Из воспоминаний очевидца казни А. Т. Болотова
Некоторые свидетели казни писали в воспоминаниях, что палач сам после казни был бит кнутом. Несмотря на то, что палач вновь отрубил сначала голову и Перфильеву, что вряд ли могло произойти по «ошибке», много лет спустя и Н. Ф. Дубровин в 1884 году, и М. Н. Покровский в 1926 году всё ещё рассматривали различные версии о случайном или злонамеренном нарушении палачом приговора суда. В то же время ещё в 1834 году Пушкин записал в «Истории Пугачёва»: «Палач имел тайное повеление сократить мучение преступников». Р. В. Овчинников предположил, что Пушкин мог получить эти сведения от И. И. Дмитриева, с которым он беседовал в ходе сбора материалов для «Истории Пугачёва» в 1833 году (Дмитриев занимал пост министра юстиции в 1810—1814 годах и мог быть знаком с материалами секретных архивов судебного ведомства). Екатерина II дала чёткие инструкции по поводу ритуала казни Вяземскому, Вяземский дал указания Архарову, Архаров проинструктировал палача, а для публики была разыграна сцена с «оплошностью и последующим нагоняем». Свидетельства обстоятельства организации данной «ошибки» хранятся в донесениях Вяземского императрице. Впрочем, и сама Екатерина не скрывала этих обстоятельств в переписке со своими зарубежными корреспондентами.

Сказать вам правду, вы верно отгадали относительно промаха палача при казни Пугачёва. Я думаю, что генерал-прокурор и обер-полицмейстер помогли случиться этому промаху, потому что когда первый уезжал из Петербурга для производства суда, я сказала ему шутя: «Никогда больше не попадайтесь мне на глаза, если вы допустите малейшее мнение, что заставили кого бы то ни было претерпеть мучение», и я вижу, что он принял это к сведению.— Из письма Екатерины II графине Бьелке. Февраль 1775 г.
11 января, на следующий день после казни на Болотной площади, последний из приговорённых к смерти Чика-Зарубин был отправлен из Москвы для казни в Уфе. На маршруте через Владимир — Нижний Новгород — Чебоксары — Казань его сопровождала конвойная команда из десяти человек, на пути до Казани под их попечением находились также Шванвич и Голев, отправленные к местам отбытия ссылки. Зарубин был доставлен в Уфу 22 января, следующий день ушёл на возведение эшафота. 24 января 1775 года, в 9 часов утра, на левом берегу реки Белой палач отрубил Чике-Зарубину голову, которую водрузили на шпиль на высоком столбе, а труп его был сожжён вместе с эшафотом. В архиве сохранился рапорт генерал-поручика А. В. Суворова графу П. И. Панину от 2 февраля 1775 года: «Генерал-майор и кавалер Фрейман от 24-го минувшего месяца доносит мне, что вследствие высочайшей конфирмации совместнику злодея Пугачёва, казаку Чике, он же и Зарубин, смертная казнь в определённом месте при городе Уфе предозначенного числа учинена».

### Каторга и ссылка

#### Балтийский порт
В день утверждения приговора пугачёвцам 9 января 1775 года Сенат вынес решение об отправке осуждённых 4-го и 5-го сорта вины Караваева, Плотникова, Закладнова, Усаева, Долгополова, И. Почиталина, Ульянова и Горшкова на вечные каторжные работы в Балтийский порт Ревельской губернии. Ревельскому генерал-губернатору П. А. Голштейнбеку было предписано содержать каторжников «с возможною осторожностию, дабы иногда не сделали утечки, а сверх того никогда и никаких от них доносов не принимать». 10 января, после казни на Болотной, была сформирована конвойная команда из 16 солдат под командованием поручика князя А. Максютова, которому предписывалось, не задерживаясь в пути по маршруту Тверь — Новгород — Псков — Дерпт, доставить приговорённых в Ревель. От московского генерал-губернатора Волконского Максютов получил секретный ордер комендантам почтовых станций безотлагательно выделять конвойной команде 22 лошади и 20 подвод, «чтобы оные злодеи как наискорее в назначенное место были привезены». Императрица объявила, что собирается выехать 16 января в Москву для празднования заключённого мира по итогам русско-турецкой войны, и сановники старались избежать ситуации, когда поезд Екатерины мог встретиться на пути с партией каторжан и ссыльных.
Пугачёвцы были доставлены в Ревель 20 января и были задержаны в городе в связи с тяжёлым состоянием части из них. 28 января умер Г. Закладнов, 29 января умер В. Плотников, состояние шестерых оставшихся тревоги не вызывало, поэтому после этой задержки путь в Балтийский порт был продолжен, и приговорённые прибыли к месту каторги 31 января, где они были переданы в распоряжение коменданта местного гарнизона генерал-майора И. И. Демарклевского. Заключённые приступили к работам по возведению каменного мола в порту. 2 июля к ним присоединились четыре предводителя восстания в Западной Сибири — атаманы крестьянских отрядов Е. Тюленев, С. Новгородов, Т. Бурцев и Я. Ощепков, а 29 ноября — Салават Юлаев с отцом Юлаем Азналиным, осуждённые к каторге в Уфе 16 (27) марта 1775 года. В августе 1777 года ревельский губернатор И. Сиверс докладывал в Сенат, что строительство каменного мола в Балтийском порту прекращено и что каторжане «живут праздно, без всякой работы», запрашивая разрешения перевести хотя бы часть из них на строительство артиллерийского форта в порту Ревеля. В ответе Сената, полученном в январе 1778 года, указывалось, что место отбывания каторги части пугачёвцев определённо «высочайше», а потому следует «не отлучая оных колодников из Балтийского порта для употребления в городовые работы (в Ревеле), содержать их с надлежащею осторожностию в том месте, где им быть назначено». В результате Сиверс был вынужден вернуть в Балтийский порт сибирских каторжников, уже отправленных ранее в Ревель. В 1782 году было объявлено об амнистии в честь 20-летия вступления на престол Екатерины II. Очевидно, считая пугачёвцев, осуждённых губернским, а не «высочайшим» судом, менее виновными, ревельский вице-губернатор генерал-поручик Гротенгольм запросил Сенат, не распространяется ли объявленная амнистия на сибирских каторжников. Однако Сенат в декабре 1782 года подтвердил, что все каторжане в Балтийском порту «должны там оставаться по смерть их».
После этого в архивах не сохранилось ни одного документа о дальнейшем отбывании пугачёвцами наказания в течение последующих пятнадцати лет в Балтийском порту. Лишь в 1797 году генерал-прокурор Сената А. Б. Куракин впервые запросил у эстляндского губернатора А. А. Лангеля сведения о всех преступниках, содержащихся в губернии. Лангель в ответе Куракину доложил, что все подопечные ему 27 каторжан отбывают ссылку в Балтийском порту, среди них шестеро осуждённых из числа «пугачёвской сволочи»: 62-летний мещеряцкий сотник Канзафар Усаев, 71-летний купец Астафий Долгополов, 47-летний яицкий казак Иван Почиталин — «биты кнутом, ноздри вырваны и заклеймены», Долгополов, сверх того, «особо в оковах», «болезней не имеют», как и 45-летний Салават Юлаев. Про 65-летнего Емельяна Тюленева было сказано, что он «дряхл и почти ослеп», а 75-летний Юлай Азналин — также «дряхл» и страдает от ран на ногах, вызванных цингой. Очевидно, другие семь пугачёвцев, прибывших в Балтийский порт в 1775 году, к этому времени уже умерли. Позднее Лангель предложил отправить троих здоровых пугачёвцев в один из трёх каторжных центров, назначенных указами Павла I, — Нерчинск, Иркутск или Таганрог в связи с тем, что они пригодны к работе, а содержание их в Балтийском порту обременительно для казны. Однако в октябре 1797 года Куракин вновь подтвердил распоряжение Сената, что пугачёвцы должны пожизненно пребывать там, где было указано изначально. В следующий раз пугачёвцы были упомянуты в рапорте командира инвалидной команды Балтийского порта майора Дитмара от 15 мая 1800 года о том, что он принял в своё ведение каторжан Салавата Юлаева и Канзафара Усаева, следовательно четверо других умерли в промежутке между 1797 и 1800 годами. 28 сентября 1800 года Дитмар доложил в эстляндское губернаторство: «Сего месяца 26-го числа помре каторжный невольник Салават Юлаев». В 1802 году Дитмар передал подопечных каторжников новому командиру инвалидной команды капитану Пегелову, в том числе под номером восемь — Канзафара Усаева. Последний из пугачёвцев в Балтийском порту, Канзафар Усаев умер 1 июля 1804 года, о чём Пегелов доложил начальству в рапорте от 12 июля.

#### Кольский острог
По решению Сената от 9 января, десять осуждённых 6-го сорта вины, а именно яицкие казаки Т. Мясников, М. Кожевников, П. Кочуров, П. Толкачёв, И. Харчев, Т. Скачков, П. Горшенин, П. Ягунов, крестьянин А. Чучков и отставной солдат С. Оболяев (Ерёмина Курица), должны были после телесного наказания и вырывания ноздрей отправиться в ссылку, местом которой был выбран Кольский острог Архангелогородской губернии. 12 января они были отправлены из Москвы в сопровождении конвоя, снабжённого такими же строгими инструкциями комендантам почтовых станций о срочном снабжении конвоя лошадьми и подводами, и 22 января пугачёвцев доставили в Архангельск. Заполярный Кольский острог лежал ещё в тысяче вёрст пути, и архангельский губернатор Е. А. Головцын обратился с донесением к генерал-прокурору Вяземскому с просьбой изменить место ссылки, обосновывая это невозможностью уследить за ссыльными мятежниками в таком захолустье. Большинство жителей городка были заняты в морском промысле и ловле рыбы, что давало осуждённым возможность сбежать морем за российские пределы. Вяземский доложил о соображениях Головцына Екатерине, но та неожиданно дала ссыльным «дозволение кормиться звериным и рыбным промыслом» и не предпринимать особого за ними надзора, так как даже если те «вздумают учинить побег», то тем избавят государство от «предерзких людей».
Оказавшись с середины февраля 1775 года в относительной свободе, ссыльные поначалу с трудом свыкались с суровым местным климатом и с тяжёлым северным морским промыслом, столь отличным от привычного им рыболовства на Яике. Поморы вскоре приняли их в свои артели, и казаки помоложе довольно скоро обзавелись семьями. К 1801 году, когда по распоряжению молодого императора Александра проводилась ревизия дел расформированной Тайной экспедиции Сената, в Кольском остроге оставались живы лишь пятеро из ссыльных пугачёвцев: Кочуров, Харчев, Скачков, Горшенин и Оболяев, и Александр распорядился слегка облегчить их участь, дав указание освидетельствовать их здоровье и для тех, «кои окажутся пришедшими в таковую изнеможения их старость, что пропитать себя работою не в состоянии», назначить «к содержанию их со стороны казны некоторого пособия».

#### Пернов и остров Эзель
11 января 1775 года, на следующий день после казни Пугачёва, в Кремле с Красного крыльца Грановитой палаты было зачитано «Объявление прощаемым преступникам», к числу которых были отнесены пятеро казацких полковников — участников заговора, пленивших самозванца, а также четверо других яицких казаков, добровольно сдавшихся правительству. По приговору суда все девять подсудимых 9-го сорта вины полностью освобождались от какого-либо наказания, но на деле их участь мало отличалась от судьбы других пугачёвцев, приговорённых к ссылке. Сенат в своём решении определил переселить их вместе с семьями в Новороссийскую губернию, генерал-губернатором которой был в то время Г. А. Потёмкин. Узнав об этом решении, Потёмкин распорядился для начала доставить казаков в Тулу, пока он не примет решение о месте их постоянного поселения. 19 января Творогов, Чумаков, Коновалов, Бурнов, Федулёв, Пустобаев, Кочуров, Я. Почиталин и Шелудяков под конвоем были отправлены из Москвы в Тулу, где сразу по прибытии скончался Бурнов, остальных разместили под караулом в помещениях Тульского кремля. В конце февраля Потёмкин обратился к Екатерине с просьбой избавить его от заботы о размещении яицких казаков, и императрица пошла навстречу просьбе своего фаворита. По её распоряжению им было определено новое место жительства в Рижской губернии. Вскоре это же место ссылки было определено ещё одному яицкому казаку К. И. Фофанову, осуждённому позднее остальных. В начале марта, по личному заступничеству остававшегося верным правительству в ходе восстания яицкого полковника М. М. Бородина, решением Тайной экспедиции Сената казаку Шелудякову было разрешено вернуться для проживания в Уральск. Остальные восемь казаков были под конвоем отправлены в Ригу, куда их доставили 18 марта.
20 марта генерал-губернатор Ю. Ю. Броун распорядился со слов ссыльных переписать состав их семей, которые необходимо было доставить из Уральска, таковых насчитали 40 человек, но по каким-то причинам распоряжение не было исполнено. В качестве постоянного места жительства казакам были определены пустовавшие крестьянские дворы под городом Перновым и на острове Эзель, где они могли бы прожить рыболовством и огородничеством. По распоряжению Екатерины для обустройства каждому ссыльному (в официальных бумагах их именовали «переведенцами») была выделена значительная сумма в сто рублей. По приказу Броуна, Творогов, Чумаков, Федулёв и Пустобаев были поселены в Пернове, Коновалов, Кочуров, Фофанов и старший Почиталин — в Аренсбурге на Эзеле. Первые месяцы казаки многократно просили изменить им место поселения, так как они не могут прокормиться в здешних местах рыбной ловлей, не могут заработать и наёмным трудом, так как не знают «как немецкого, так и чухонского языков». Местные власти рапортовали Броуну, что «сии казаки — весьма ленивые люди, никакого попечения о доставлении себе пропитания не имеют, …только праздно шатаются и для покупки съестных припасов и обуви деньги требуют». В начале следующего 1776 года у Броуна появился новый повод для тревоги, из Оренбурга пришло сообщение, что его подопечные казаки передали с суздальским крестьянином, занимавшимся торговлей, послания родным в Уральск и, со слов этого крестьянина, якобы уверяли, что Пугачёв всё ещё жив и скрывается от властей. Надзор за казаками был усилен, им были запрещены выезды из мест, определённых им для проживания.
В феврале 1786 года Екатерина II повелела выдать поселенцам по 100 рублей в связи с тем, что к этому времени многие из бывших пугачёвских полковников одряхлели и не могли зарабатывать себе на жизнь. К этому времени они уже приспособились к местной жизни, освоили рыбную ловлю и старались меньше докучать представителям правительства. Лишь в 1800 году был вновь поднят вопрос о выделении из казны постоянного содержания для одряхлевших 80-летнего Фофанова, а также для Творогова и Федулёва. Лифлянский и Эстляндский генерал-губернатор А. А. Нагель распорядился назначить пособие всем ссыльным казакам. В 1804 году, в царствие Александра I, было решено позволить казакам вернуться на родину в Уральск и Оренбург, но к этому времени уже умерли Фофанов и Федулёв, а остальные ответили отказом. Прожившие более тридцати лет на чужбине одряхлевшие казаки опасались, что на родине не осталось уже никого, кто мог бы о них позаботиться. В 1819 году в документах в последний раз упоминается имя бывшего атамана Творогова, как единственного ссыльного, оставшегося на тот момент в живых.

#### Туруханск
После проведения ритуала гражданской казни осуждённый Михаил Шванвич был направлен в распоряжение сибирского генерал-губернатора Д. И. Чичерина. Из Москвы Шванвич отбыл в одном конвое с Чикой-Зарубиным, которого везли к месту казни в Уфу. В Казани их пути разошлись, Шванвич был доставлен в Тобольск на исходе января 1775 года. Губернатор Чичерин определил местом ссылки для него город Сургут, в 725 верстах от Тобольска, о чём оповестил Сенат. Однако в Петербурге сочли, что Сургут недостаточно глухое место, и указали новым местом ссылки заполярную Мангазею (Туруханск). Шванвичу, едва успевшему прибыть к первому месту ссылки, 21 мая объявили о том, что предстоит новый этап — через Томск и Енисейск в Мангазею. К новому месту ссылки бывший подпоручик прибыл лишь к началу осени. К тому времени Туруханск представлял из себя городок из менее чем сотни домов, с обветшавшим деревянным кремлём и уездными казёнными заведениями. В содержании Шванвичу было отказано, он должен был зарабатывать на жизнь собственным трудом. Вскоре сюда же прибыли другие осуждённые по делам бунта — яицкий казак Толкачёв и раскольник Антон Коровка (сын Осипа Коровки уже после поражения восстания подбивал знакомых крестьян бежать за Урал — к государю-батюшке). После прибытия к месту ссылки ссыльные более 25 лет не упоминались в документах и переписке. Возможно, что они сумели освоить рыболовство и охоту, единственные источники пропитания простых жителей Туруханска того времени. В 1801 году, в момент вступления на царство Александра I, Комиссия по пересмотру прежних уголовных дел рассмотрела в том числе и дела трёх ссыльных пугачёвцев в Туруханске и не нашла оснований для смягчения наказания. В ноябре 1802 года скончался Шванвич, сведений о дальнейшей судьбе казака Толкачёва не сохранилось. А Антон Коровка дождался монаршей милости — в 1809 году ему всё же даровали свободу.

#### Кексгольм
Члены семьи Пугачёва, признанные судом невиновными, тем не менее, должны были проследовать к новому месту жительства, определённому Правительствующим Сенатом. Для Устиньи Кузнецовой и Софьи Пугачёвой с детьми Аграфеной, Христиной и Трофимом таковым была назначена Кексгольмская крепость. Согласно этому же решению надлежало «жён самозванца содержать в Кексгольме, не выпуская из крепости, и давая только в оной свободу для получения себе работой содержания и пропитания». Таким образом, содержание их мало отличалось от тюремного. Жён самозванца сразу после суда отправили в Кексгольм кружным путём, чтобы они не попались случайно на пути поезду Екатерины II, направлявшейся в Москву на празднование заключённого мира с Турцией. По прибытии в Кексгольм для них выделили помещение в Круглой башне крепости, которая со временем получила имя Пугачёвской. Сына Пугачёва Трофима поселили в крепостной солдатской гауптвахте. В 1787 году, по случаю 25-летия вступления на престол Екатерины II, в стране была объявлена амнистия широкому кругу осуждённых. Комендант Кексгольмской крепости того времени премьер-майор Гофман запросил Петербург, не распространяется ли амнистия на семью Пугачёва, но получил резко отрицательный ответ от статс-секретаря императрицы графа Безбородко. Не затронула судьбы членов семьи самозванца и широкая амнистия по поводу вступления на престол Павла I в 1796 году, по которой получили свободу, в частности, Радищев и Костюшко.
В 1797 году в Кексгольмской крепости случился скандал, было обнаружено, что дочь Пугачёва Аграфена родила ребёнка. Новый комендант крепости граф Мендоза-Ботелло установил, что сына «она прижила чрез насилие от бывшего коменданта полковника Гофмана». Расследованию не дали ход, к тому же сын Аграфены, которого успели окрестить и назвать Андреем, вскоре умер. В 1801 году Комиссия по расследованию прежних уголовных дел включила дела членов семьи Пугачёва в общий список дел бывших пугачёвцев, которые было решено не пересматривать и оставить всех перечисленных осуждённых по местам их заключения. То, что жёны и дети Пугачёва, согласно давнему приговору, были признаны невиновными, не было взято в расчёт. Лишь в июне 1803 года, когда в Кексгольмскую крепость прибыл бывший в инспекционной поездке по Выборгской губернии юный император Александр I, в судьбе членов семьи самозванца произошли изменения к лучшему. Царь увидел узников собственными глазами и разрешил им поселиться на свободе, в городском посаде Кексгольма, но с условием сохранения над ними полицейского надзора. Устинья Кузнецова умерла первой в ноябре 1808 года, дата смерти первой супруги Пугачёва Софьи осталась неизвестной, известно, что в 1811 году её уже не было в живых. Никто из детей Пугачёва не обзавёлся семьёй. Трофим Пугачёв умер в начале 1819 года, младшая дочь Христина — в июне 1826 года. Дольше других прожила старшая дочь самозванца Аграфена, умершая в апреле 1833 года. В январе 1834 года на одном из балов в Петербурге император Николай I сообщил об этом Александру Пушкину, занятому написанием «Истории Пугачёва»: «Жаль, что я не знал, что ты о нём (Пугачёве) пишешь; я бы тебя познакомил с его сестрицей, которая тому три недели умерла в крепости Эльсингфорской». Николай из рапорта генерал-губернатора Меншикова должен был знать, что за полгода до бала умерла не сестра Пугачёва, а его дочь, к тому же не в Гельсингфорсе, а в Кексгольме, но либо по забывчивости, либо по другим причинам ввёл поэта в заблуждение.